# Bataille de Churubusco
Guerre américano-mexicaine
Batailles
Opérations le long du Río Grande
- Fort Texas
- Palo Alto
- Resaca de la Palma

La révolte de Taos
- Cañada
- Mora
- Embudo Pass
- Pueblo de Taos

Campagne de Californie
- Santa Fe
- San Pasqual
- Rio San Gabriel
- La Mesa

Campagne du Nord de Taylor
- Monterrey
- Buena Vista

Campagne de Scott
- Veracruz
- Cerro Gordo
- Contreras
- Churubusco
- Molino del Rey
- Chapultepec
- Mexico

Siège de Puebla
- Siège de Puebla
- Bataille de Huamantla

Campagne de la côte Pacifique
- Guaymas
- Mulege
- Punta Sombrero
- Mazatlán
- La Paz
- Palos Prietos et Urias
- San José del Cabo
- Siège de La Paz
- Affaire à Guaymas
- San Blas
- Manzanillo
- San José del Cabo
- Cochorio
- Bocachicacampo
- Todos Santos

La bataille de Churubusco se déroule le 20 août 1847 durant la phase finale de la guerre américano-mexicaine, à Churubusco, une localité fortifiée à 10 kilomètres au sud de Mexico. Elle est la suite directe de la bataille de Contreras qui eut lieu lors de la nuit du 19 au 20 août. Elle oppose l'armée américaine, forte de 8 400 hommes, commandée par le général Winfield Scott à une armée mexicaine, forte de 2 600 hommes, commandée par les généraux Antonio López de Santa Anna et Manuel Rincón. Elle se conclut par la victoire des États-Unis.

## Contexte
À la suite de la déroute du général Valencia lors de la bataille de Contreras, la position mexicaine de San Antonio est contrainte de se replier sur Churubusco. Après la prise de San Antonio, les forces américaines font leur jonction avec celles qui ont vaincu Valencia et se préparent pour la bataille.

### Préparatifs mexicains
Les Mexicains se sont retranchés dans le couvent franciscain de Santa María de Churubusco. Bien que ce lieu n'offre aucun avantage de hauteur sur le terrain alentour, il y a une petite rivière, traversée par un pont que les forces américaines devront préalablement négocier. En plus des murs de pierres du couvent, les défenses comprennent une série incomplète de tranchées que les Mexicains ont commencé à creuser avant l'attaque. Les défenseurs sont au nombre de 1 300, les bataillons Independencia et Bravos (90 % d'entre eux n'ont jamais combattu) et le bataillon Saint Patrick (San Patricios). Ils disposent de sept canons.
Trois canons sont placés sur la droite, deux au centre et les deux derniers sur la gauche. Independencia se voit assigner la défense des murailles, le flanc droit menant au pont, les côtés sud et nord ainsi que deux huttes en adobe, situées à l'avant du futur champ de bataille. Les Bravos et les San Patricios tiennent le flanc gauche, derrière des barricades.

## La bataille
Cette fois, il n'y a pas d'autre possibilité que le choc frontal. Scott attaque simultanément depuis plusieurs directions. Il ne s'est pas arrêté pour effectuer une reconnaissance, il compte sur l'élan de ses troupes qui poursuivent les Mexicains fuyant Contreras.

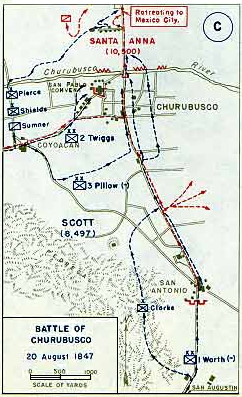
Plan de la bataille de Churubusco.

Le premier assaut des 6 000 hommes commandés par William J. Worth et David E. Twiggs est repoussé. Pedro María Anaya, second du général Manuel Rincón, parvient à stopper une attaque particulièrement féroce sur le flanc gauche. Alors que le pont est sur le point de tomber aux mains des envahisseurs, trois petits groupes de miliciens arrivent pour renforcer les défenseurs. Pendant quatre heures, on échange un feu nourri, jusqu'à ce qu’Independencia — malgré une série de messages urgents envoyés derrière les lignes — soit à court de munitions. À ce même moment, deux canons mexicains ont fondu et un troisième est tombé de son affût. Le lieutenant colonel Francisco Peñúñuri d’Independencia mène une poignée d'homme dans une charge à la baïonnette désespérée et est fauché par les salves ennemies. (Lui-même et le capitaine Luis Martínez de Castro, qui l'avait accompagné, seront plus tard enterrés, avec les honneurs militaires, dans un monument aux portes du couvent).
Les officiers de Bravos tentent de hisser un drapeau blanc à trois reprises, mais en sont empêchés par les San Patricios qui savent ce qui les attend s'ils sont faits prisonniers. (soixante-douze d'entre eux seront finalement capturés et passeront en cour martiale pour désertion, y compris leur chef,  John Riley (en).)
Finalement, le capitaine James M. Smith, de l'infanterie américaine, grimpe sur les murs du couvent et hisse lui-même un drapeau blanc, afin de décourager ses troupes de tous excès, alors qu'ils pénètrent dans le couvent sans défense. Arrivant quelques minutes plus tard, le général Twiggs salue les commandants mexicains, déployant tout le decorum militaire, puis demande au général Anaya de lui remettre ses munitions. On prétend qu'Anaya aurait répondu, « Si j'avais des munitions, vous ne seriez pas ici. »

## Suites du combat
Une brigade de volontaires de New York et de Caroline du Sud est cantonnée dans le couvent jusqu'au 7 septembre 1847. En partant, ils emmènent autant de butin qu'ils en peuvent porter, dégradent les bâtiments et détruisent le jardin potager.
Après sa victoire de Churubusco, l'armée de Scott n'est plus qu'à 8 km du centre de la ville de Mexico.

## Sources
- (en) David Nevin, The Mexican war, Alexandria, Va, Time-Life Books, 1978, 240 p. (ISBN 978-0-8094-2301-9 et 978-0-809-42302-6).
- (en) K. Jack Bauer, The Mexican War, 1846-1848, New York, Macmillan, coll. « Wars of the United States », 1974, 454 p. (ISBN 978-0-02-507890-1).
- (en) John C. Waugh, « The Proving Ground in Mexico »
- (en) « Official Report of the Battles of Contreras & Churubusco »(Archive.org • Wikiwix • Archive.is • Google • Que faire ?)
- (en) « Bataille de Churubusco », sur sonofthesouth.net